# Joventut Republicana Nacionalista
Joventut Republicana Nacionalista fue un grupo político valencianista y republicano fundado a finales de 1918 por miembros de la minoritaria tendencia nacionalista valenciana del movimiento blasquista. Se le considera sucesor de la Joventut Nacionalista Republicana, que se disolvió ese mismo año de 1918. Su presidente fue Álvaro Pascual-Leone Forner, militante del partido blasquista Partido de Unión Republicana Autonomista (PURA), y actuó como su secretario Julio Just Gimeno, que había formado parte de la junta directiva de la Joventut Nacionalista Republicana. Por otro lado, se le considera un antecedente de la escisión del blasquismo que durante la Segunda República Española dio nacimiento al partido Esquerra Valenciana.

## Historia
El nacimiento de la Joventut Republicana Nacionalista se ha relacionado con el «giro regionalista» que dio el movimiento blasquista en 1918 en un momento de efervescencia de los nacionalismos en España (Campaña autonomista catalana de 1918-1919; consolidación del Partido Nacionalista Vasco) y en Europa, con la aplicación de los «Catorce Puntos» del presidente estadounidense Woodrow Wilson tras la derrota de los Imperios Centrales en la Primera Guerra Mundial. El «giro» lo oficializó el propio presidente del PURA Félix Azzati mediante un artículo publicado el 29 de octubre de 1918 en el órgano del partido El Pueblo y que llevaba por título «Los nuevos ideales». Tras manifestar su admiración por el ideal wilsoniano —«la liberación de los pequeños Estados»— afirmaba lo siguiente: «Del mismo modo que catalanes y vascos, las izquierdas valencianas se definirán... Es posible que difiera el republicanismo: pero en lo sustantivo, en lo que tiene de renovador, en lo que tiende a suplantar unas instituciones abominables contra las que hemos luchado toda la vida..., Valencia será un elemento de activa colaboración en la forja del nuevo derecho». Este artículo fue muy aplaudido por los sectores valencianistas de los que hasta entonces el blasquismo había abominado. Así lo manifestó La Correspondencia de Valencia, el órgano de la Unión Valencianista Regional: «Hagamos constar nuestra alegría por el movimiento evolucionista del señor Azzati... Hagamos votos porque no se trate de obtener una "botigueta" ['tiendecita'], sino que se edifique un sólido edificio de la autonomía valenciana».
En ese contexto, en el que el blasquismo también recuperó el republicanismo federalista de Pi y Margall —«Nuestro regionalismo se enlaza con las doctrinas de Pi y Margall», escribió Ricardo Samper—, un grupo de blasquistas, pertenecientes a la (minoritaria) tendencia valencianista del PURA, fundaron la Joventut Republicana Nacionalista. Redactaron un Manifiesto, que curiosamente se publicó primero en La Correspondencia de Valencia, el 20 de noviembre de 1918, y sólo más tarde en El Pueblo, después de que hiciera pública la declaración de la asamblea del PURA (en la que se pedía «una amplia autonomía de los municipios y las regiones» y que para su reconocimiento por los poderes públicos se instaba al Ayuntamiento de Valencia a que reuniera en una asamblea a los alcaldes de todos los municipios valencianos y a los presidentes de las tres Diputaciones, lo que contó con el apoyo de la Diputación Provincial de Valencia que se declaró «francamente regionalista»). El ideario del Manifiesto retomaba el de la Joventut Nacionalista Republicana —el reconocimiento de la personalidad valenciana y la formación de un estado valenciano dentro de una estructura federal española— pero se diferenciaba en que se situaba más a la izquierda (también del blasquismo) como cuando proponía considerar «la propiedad privada y la industria, como una función social bajo la intervención efectiva y reguladora del Estado» o cuando defendía «la municipalización de los servicios, primer principio  de la colectivización de todos los medios de producción». En lo que también se diferenciaba del blasquismo era en su propuesta del reconocimiento de la «cooficialidad de las lenguas valenciana y castellana, intensificando el estudio del valenciano para dar al pueblo la conciencia de su cultura genuina, verdadero espíritu de la patria».
La reacción del PURA y de Azzati ante la nueva organización no fue muy positiva y la privó de la ayuda necesaria para influir en las bases del PURA, de lo que se quejó el presidente de la Joventut Republicana Nacionalista Álvaro Pascual-Leone que denunció el «fondo de insinceridad y de malicia» inherentes a la política azzatiana respecto a las tendencias republicanas nacionalistas. Más aún cuando Azzati puso fin al «giro regionalista» y el blasquismo volvió a sus tradicionales posiciones «españolistas» (y anticatalanistas).